# Dyscritomyia viridis
Dyscritomyia viridis är en tvåvingeart som beskrevs av Hardy 1981. Dyscritomyia viridis ingår i släktet Dyscritomyia och familjen spyflugor. Inga underarter finns listade i Catalogue of Life.